# Philates courti
Philates courti là một loài nhện trong họ Salticidae.
Loài này thuộc chi Philates. Philates courti được Marek Żabka miêu tả năm 1999.